# Nikola Mektić
Nikola Mektić, hrvaški tenisač * 24. december 1988 Zagreb, SR Hrvaška, SFRJ.
Je dvakratni prvak Grand Slam-a, saj je leta 2021 osvojil prvenstvo v Wimbledonu v moških dvojicah v paru s svojim igralcem Matejem Pavićem in odprtem prvenstvo Avstralije 2020 z Barboro Krejčíkovo v mešanih dvojicah. Mektić je prav tako končal na drugem mestu na OP ZDA 2020 z Wesleyem Koolhofom v moški dvojici in na OP ZDA 2018 z Alicjo Rosolsko v mešanih tekmah.
Ima visoko kariero na lestvici dvojic ATP na 2. mestu, doseženo 17. maja 2021, in je na ATP Touru osvojil 16 naslovov v dvojicah, od tega šest na tekmi Masters 1000 s štirimi različnimi soigralci. Mektić je s Koolhofom zmagal tudi v finalu ATP 2020. Najvišjo uvrstitev na 213. mesto je dosegel maja 2013. Mektić je bil del hrvaške ekipe, ki je leta 2018 osvojila Davisov pokal, in na olimpijskih igrah leta 2020 nastopil skupaj s Pavićem.